# Piranhea
Piranhea é um género botânico pertencente à família Picrodendraceae.